# Stjerneanis
 Denne artikel omhandler omhandler krydderiet. For planten hvor krydderiet kommer fra, se Stjerneanis (plante).
Stjerneanis er et krydderi fra planten Stjerneanis (Illicium verum), som oprindelig kommer fra Nordøstkina. Stjerneanis minder meget om anis i smag, og er meget brugt i kinesisk madlavning, og i mindre grad i sydasiatisk og indonesisk madlavning. Stjerneanis er en af ingredienserne i det kinesiske femkrydderipulver (de andre er: peber, kanel, nelliker og fennikel), og kapslerne bliver nogle gange tygget efter et måltid for at hjælpe med fordøjelsen.
Sjerneanis indeholder anethol, det samme stof som giver anis sin smag. I nyere tid er man begyndt at bruge stjerneanis som et billigere alternativ til anis i bagning såvel som i likør-brygning.
Aniskrydderiet bruges i den sønderjyske udgave af en pebernød, kaldet "museeh".[kilde mangler]